# 马菲1
馬菲1是位於仙后座的一個巨大橢圓星系。一度被認為是本星系群的成員，但目前已知它屬於自己的群組：馬菲星系群（IC 342/馬菲群）。它是以發現者保羅·馬菲命名的星系，在1967年經由紅外線的輻射發現了這個星系，同時也發現了馬菲2。
馬菲1是個核心稍扁平的橢圓星系。它有一個四四方方形狀的核心，主要是老年的富金屬星。它有個藍色的小核心，有恆星在那裏繼續的生成。像所有巨大的橢圓星系，它擁有值得注意的大量球狀星團。估計馬菲1與銀河的距離在3〜4百萬秒差距，可能是距離我們最近的巨大橢圓星系。
馬菲1位於被銀河系的恆星和塵埃嚴重遮蔽的隱帶。如果沒有被遮蔽，它將是天空中最大（約滿月的四分之三大小）且最亮的星系之一。人們可以在非常黑暗的天空下使用30〜35釐米或更大的望遠鏡看見馬菲1。

## 發現
義大利天文學家保羅·馬菲是紅外線天文學的先驅之一。在1950和60年代，為了獲得在近紅外（I波段，680〜880nm）天體影像在這部分的高品質光譜，他使用化學感度超標準的伊士曼I-N乳膠。會達到增感目的，他將這些感光板浸泡在5%氨溶液3〜5分鐘。這個程序會增加一個數量級的靈敏度。在1957至1967年間，馬菲使用這種技術觀察到許多不同的天體，包括球狀星團和行星狀星雲。其中有些是在對藍光（250〜500nm）敏感的感光板上毫無所見的。
1967年9月29日，阿夏戈天文台（Asiago Observatory）的施密特望遠鏡以增感的I-N乳膠拍攝到馬菲1星系。馬菲發現了馬菲1，螺旋星系馬菲2和金牛T星也一起被發現。這個天體的近紅外影像大小約為50"，但在相對應的藍光敏感板上卻沒有天體。它的光譜缺乏任何的吸收或發射譜線，後來還證明它還是電波寧靜的。在1970年，海朗·斯平雷德（Hyron Spinrad）建議它是一個被極度遮蔽的巨大橢圓星系。如果它不是坐落在銀河系的後面，馬菲1將是北天最明亮的10個星系之一。
由於它的黯淡無光，肉眼想要看見馬菲1至少需要30〜35厘米口徑的望遠鏡，還要高品質的星圖和足夠黑暗的天空。

## 距離
馬菲1的位置離銀河盤面只有0.55°，在銀河的隱帶之中，因而在可見光有4.7星等（大約1/70的因數）的消光。除了消光，無數淡淡的銀河系恆星輕易的和馬菲1混淆在一起，也進一步的阻礙了觀測。因此，確定它的距離也一直特別困難。
發現後不久，海朗·斯平雷德在1971年估計馬菲1的距離大約是100萬秒差距，讓它成為本星系群的成員。在1983年，這個估計值被Ronald Buta 和Marshall McCall使用橢圓星系的亮度與速度彌散之間的一般關係，調高至2.1+1.3
−0.8百萬秒差距。這個距離讓馬菲1位在本星系群之外，但仍接近到在足以影響到過去的距離。
在1993年，Gerard Luppino和John Tonry使用表面光度波動產生一個新的距離估計值，大約是4.15 ± 0.5 Mpc。在2001後期，Tim Davidge和Sidney van den Bergh使用自我調適光學觀察馬菲1的漸近巨星分支恆星得出結論，它位於距離太陽4.4 + 0.6
− 0.5百萬秒差距之處。最後測量馬菲1的距離，是根據重新校準的橢圓星系亮度/速度彌散關係和更新的消光，距離是2.85 ± 0.36 Mpc。
在過去20年報導較遠的距離（超過3 Mpc），意味著馬菲1不會受到本星系群動力學明顯的影響。
馬菲1的移動是以66Km/s的速度遠離太陽。然而，對於本星系群質心的速度是297km/s遠離。這意味著馬菲1參與了一般的宇宙膨脹。

## 物理性質

### 大小和形狀

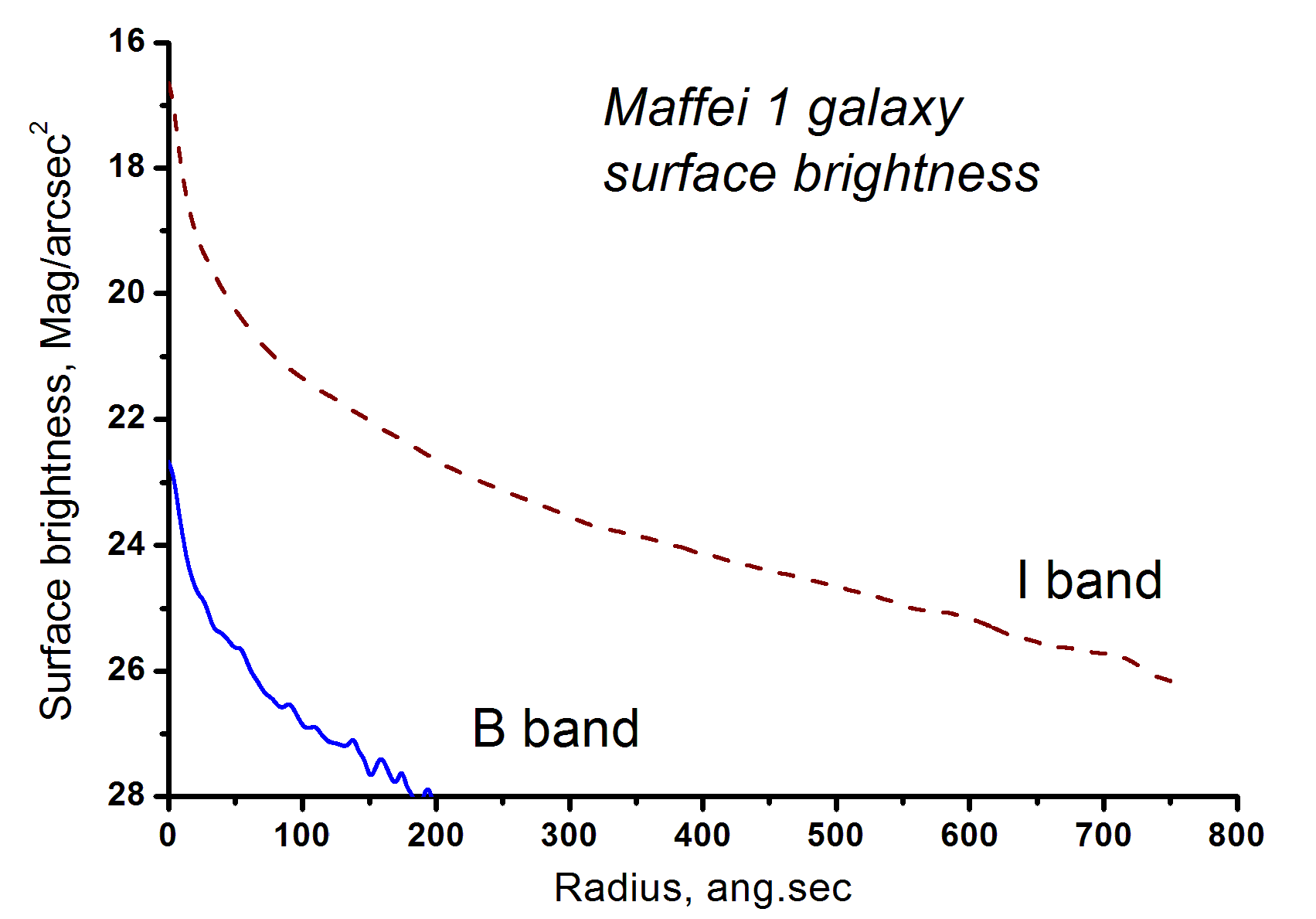
馬菲1表面光度的剖面：藍色（B波段）和近紅外光（I波段）。

馬菲1是巨大的橢圓星系，在哈伯序列的類型是E3。這意味著它稍為扁平，其半短軸為半長軸的70%。馬菲1也有著四四方方的形狀（E(b)3型），其中心區域（半徑≒34秒差距）輻射的光相較於r1/4律是不足的。也就是說馬菲1是核心類型的橢圓星系。存在方正的形狀和低光度核心是典型的中介巨大橢圓星系。
馬菲1因為被銀河系嚴重的遮蔽著，它的尺寸明顯的取決於光的波長。在藍光它只有1〜2’，而在近紅外光的長軸達到23' －超過月球直徑的3/4。在300萬秒差距的距離上，這相當於23,000秒差距的大小。馬菲1的總可見光絕對星等MV=−20.8，可以媲美銀河系。

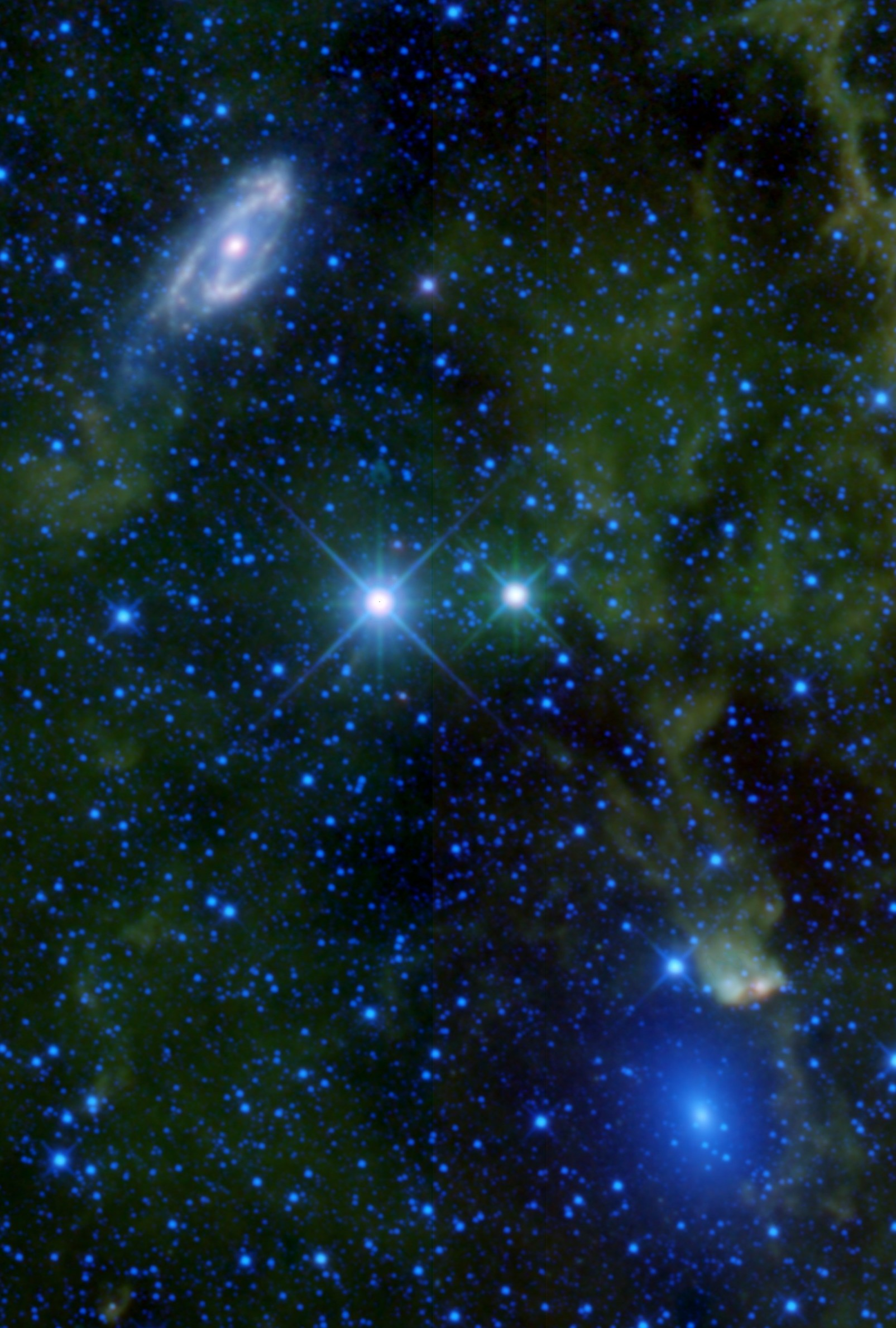
馬菲1是在右下角附近的藍色橢圓天體。

### 核心
馬菲1在中心有個藍色的小核心，大小約1.2秒差距，包含大約29太陽質量的電離氫。這意味著它最近才經歷了恆星的形成。但是没有跡象顯示馬菲1是活躍星系核（AGN）。來自中心的X射線輻射是擴散的，並可能來自一些數量的恆星。

### 恆星和星團
馬菲1主要的恆星都是年齡過100億，富金屬量的老年恆星。身為一個巨大橢圓星系，預期馬菲1有為數眾多的球狀星團（約1,100）。然而，由於大量消光的干擾，長時間的地面觀測依然不能辨識出其中的任何一個。哈伯太空望遠鏡在2000的觀測顯示，在星系的中央區域大約有20個球狀星團的候選者。後來，以地基的紅外線望遠鏡觀測，也發現了一些明亮的球狀星團候選者。

## 集團成員
馬菲1是鄰近星系群的主要成員。這個星系群的成員還有都是巨大螺旋星系的馬菲2和IC 342。馬菲1也有小的衛星星系：螺旋星系德文格洛1以及一些矮星系，例如MB1。馬菲星系群是最靠近銀河系的星系群之一。

## 註解
1. ↑  "伊士曼I-N乳膠是柯達在20世紀出產的一種感光板。它們在對近紅外線部分很敏感，因而廣泛的被用於天文觀測。但是，它們需要長時間曝光，並且有時做增感。[5]
2. ↑  r1/4律是描述橢圓星系表面亮度變化的經驗法則。它的形式如下：{\displaystyle \mu =A+Br^{1/4}}，此處r是半徑，μ是表面亮度（mag/arsec2），A和B是以經驗的常數。[11]

## 外部連結
- Maffei 1 （页面存档备份，存于）
- SEDS: Maffei 1
- WikiSky上关于马菲1的内容：DSS2, SDSS, GALEX, IRAS, 氢α, X射线, 天文照片, 天图, 文章和图片
- Galaxies Beyond the Heart: Maffei 1 and 2 （页面存档备份，存于）—Astronomy Picture of the Day 2010 March 9